# Айлеу
Айлеу (порт. Aileu) — город на северо-западе центральной части Восточного Тимора. Административный центр округа Айлеу.
Айлеу расположен примерно в 30 км (по прямой) к югу от столицы страны, города Дили, на высоте 913 м над уровнем моря. Расстояние до Дили по автомобильной дороге составляет 47 км, что объясняется гористым характером местности. Климат — более прохладный, чем на побережье. Население города по данным на 2010 год — 2927 человек; население одноимённого подокруга (subdistrito) составляет 20 830 человек.

## Галерея

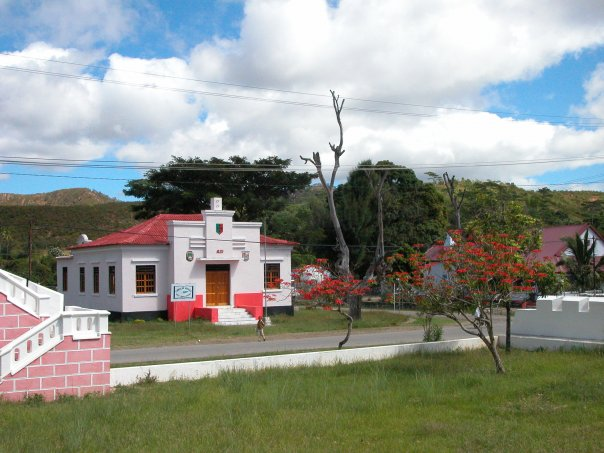
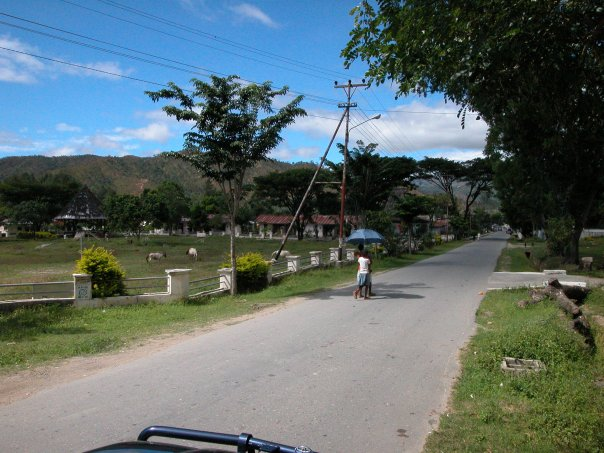
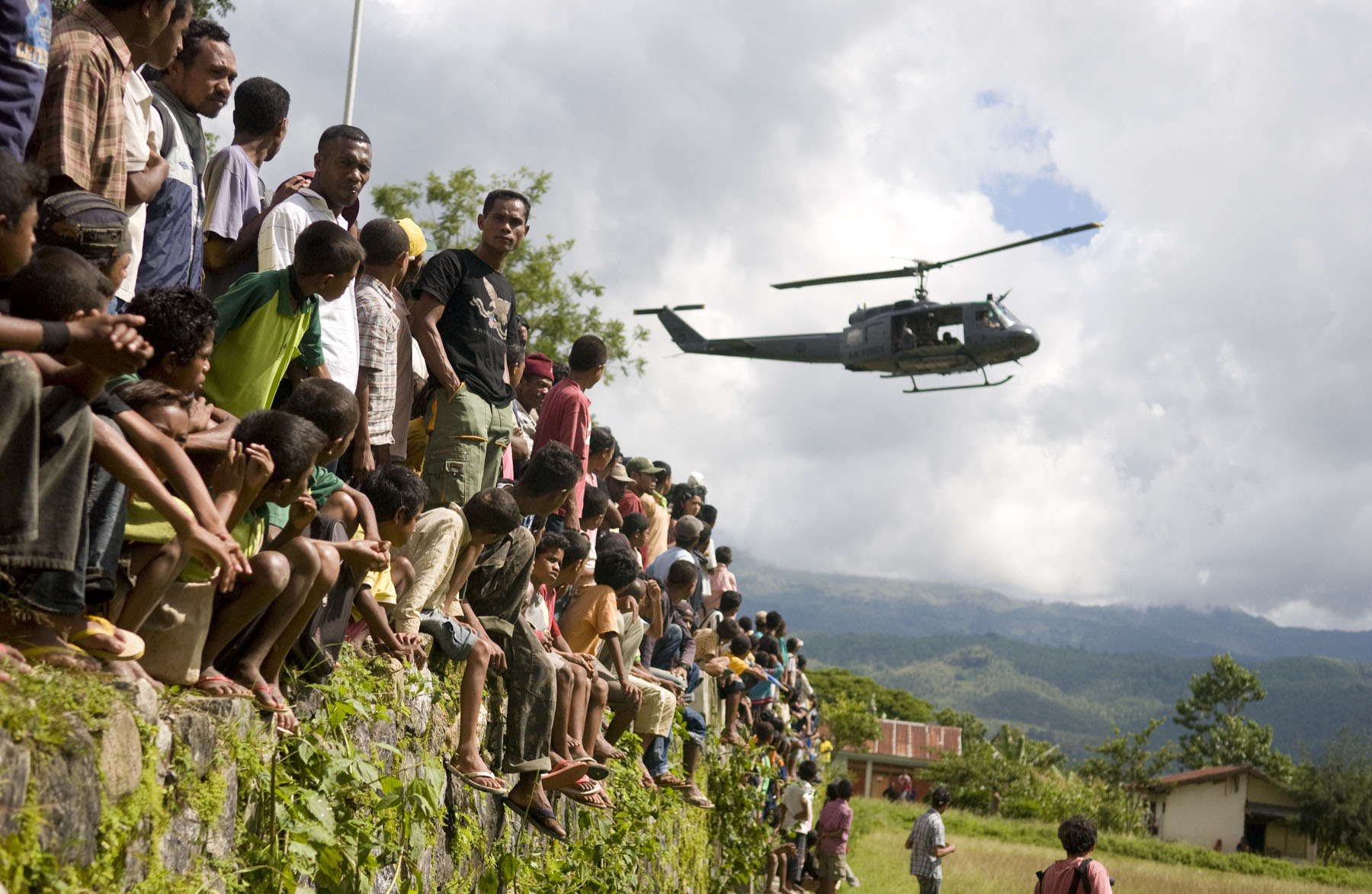